# Раде Вучковић
Раде Вучковић (Куршумлија, 1949) српски је композитор и певач.

## Биографија

### Стваралаштво
Рођен је у Куршумлији. Са 19 година је стигао у Београд и уписао Музичку академију. Скоро сваке вечери је наступао у „Топчидерској ноћи“, у то време овај ресторан је био омиљено стециште Београђана. Сусрет са Борисом Бизетићем био је пресудан за Радетову каријеру, а било је то почетком седамдесетих. Бизетић је тада радио са Микијем Јевремовићем, али је, из непознатих разлога, Радету понудио да отпева његову песму: „Тако је плакала Исидора“. За кратко време плоча је продата у више од 400.000 примерака.
Све док није упознао хармоникаша Будимира Буцу Јовановића, који је компоновао за Шабана Шаулића, Вучковић се бавио забавном кафанском музиком. Његове прве композиције у духу народне музике су постале велики хитови. Најпознатије песме је урадио за Шабана Шаулића али и за многе друге певаче: „Како си мајко, како си оче“, „Дођи да остаримо заједно“, „С намером дођох у велики град“, „Два галеба бела“, „Снег је опет, Снежана“, „Санела“, „Данима те чекам“, „Шумадијо, ко би тебе оставио“, „Радо, лепа Радо“ и „Нисам те се нагледао“. Компоновао је више од две хиљаде песама, од тога само за Шабана Шаулића више од стотину. Сарађивао је између осталих са певачима као што су: Зоран Калезић, Снежана Ђуришић, Митар Мирић, Џеј Рамадановски, Вида Павловић, Добривоје Топаловић, Ипче Ахмедовски, Љуба Аличић и многи други.

### Приватни живот
Има двојицу синова, Александра који живи у Кембриџу и млађег сина Вука. Ћерка Јелена, коју је добио са Гоцом Божиновском, кренула је у великом стилу очевим стопама и постала позната певачица.

## Фестивали
- 1971. Омладина, Суботица - Кикирики
- 1972. Београдско пролеће - Била је моја последња љубав
- 1977. Песма Србије, Соко Бања - Мала моја из основне школе
- 1978. Хит парада - Кад Београд беше чаршија
- 1983. Хит парада - Стари каваљер
- 1991. Посело године 202 - У бој (са Браћом Бајић, Владимиром Савчићем Чобијем, и Зораном Калезићем)

## Стваралаштво
- Шабан Шаулић: Гордана, Данима те чекам, Краљ боема, Краљице срца мога, Опасна си као кобра, Снег је опет, Снежана,  Дођи да остаримо заједно
- Раде Петровић: Добро дош'о мили сине, Лепа жено, мој животни друже, Шумадијо, ко би тебе оставио
- Митар Мирић: Добра стара, Башчаршијо, Умрећу без тебе, неверо моја
- Снежана Ђуришић: Наше тајне чува воденица, Помози ми, Све је прошло међу нама
- Зоран Гајић: Нисам те се нагледао
- Радиша Урошевић: Збогом, растајем се с тобом, Плаве косе, још ме носе
- Мерима Његомир: Зелене су очи твоје
- Андрија Ера Ојданић: Ој, Милице, чобанице, Радо, лепа Радо
- Ипче Ахмедовски : Сребрна птица
- Раде Вучковић: Вики, Вики, Виолета
- Мира Косовка: И тако умире љубав, Растасмо се ми
- Раде Крстић: Како ћу сутра без тебе
- Јашар Ахмедовски: Још те волим, Ти припадаш само мени
- Љуба Аличић: Свирајте ми за Жељану
- Зорица Марковић: Чувај се
- Џеј Рамадановски: Хеј кафано, мајко друга
- Ангел Димов: Растајем се са вољеном женом
- Славиша Вујић: Сузе на телефону
- Кемал Маловчић: Хиљаду пољубаца шаљем ти драга
- Зоран Калезић: Мој добри анђеле
- Шериф Коњевић: Врати се под стари кров, Опет је прољеће једина моја,Al mi se ne damo